# Cerro Zapaleri
El cerro Zapaleri es un volcán extinto que pertenece a un ramal de la cordillera de los Andes cuya cumbre sur 22°48′50″S 67°10′51″O / -22.813810, -67.180724 sirve de punto trifinio entre Argentina, Bolivia y Chile.
Posee dos cumbres, la norte y la sur, una es el borde de un cráter en cuyo interior existe una pequeña laguna, mientras que la otra es la chimenea central que permanece erguida mientras todo a su alrededor se va desgastando debido al viento, lluvia, hielo y sol. Ambas cimas tienen exactamente la misma altura: 5607 m s. n. m.
Se ubica en el oeste de la argentina provincia de Jujuy, donde está muy cercano y prácticamente integrado con la reserva natural Vilama.
En Bolivia está en el suroeste del departamento de Potosí dentro de la reserva nacional de fauna andina Eduardo Abaroa.
En Chile está en el este de la Región de Antofagasta colindando con la reserva nacional Los Flamencos en el sector de la misma correspondiente al salar de Tara y la Pampa de Guayaques.
El cerro/volcán Zapaleri forma un nudo en el que entran en contacto los siguientes ramales de la cordillera de los Andes: la cordillera Real, la cordillera de Lípez (por el norte y noreste), el ramal que conecta con el volcán Licancabur hacia el oeste, la sierra de Almeida por el sur, y ya en pleno territorio argentino la sierra del Nevado de San Pedro, también por la vertiente argentina discurre de norte a sur el arroyo llamado río Zapaleri, el que nace del deshielo del volcán Tinte, recorre poco más de 20 km por territorio argentino e ingresa a Chile para desaguar, otros 20 km más al sur en el salar de Tara.